# Lina Wester
Lina Wester, född 7 november 1992 i Rättvik, är en svensk ishockeyforward som tidigare spelade i Riksserien för Leksands IF.
Wester har under större delen av sin karriär spelat i Leksands IF, men inför säsongen 2012/13 bytte hon till Brynäs IF där hon stannade en säsong för att sedan flytta tillbaks till Leksand. Säsongen i Brynäs slutade med att laget gick hela vägen till SM-final, där man dock förlorade med 1–2 mot AIK. På landslagsnivå har Wester ett brons från Junior-VM 2010 och med A-laget har hon spelat både VM och OS. Sammanlagt har hon spelat 102 landskamper med Damkronorna.

## Meriter
- Junior-VM 2010: 3:a
- VM 2011: 5:a, Zürich, Schweiz
- VM 2012: 5:a, Burlington, USA
- VM 2013: 7:a, Ottawa, Kanada
- OS i Sotji 2014: 4:a
- VM 2015: 5:a, Malmö, Sverige

## Klubbar
- IFK Ore
- Leksands IF, 2006-2012, 2013-2015
- Brynäs IF, 2012-2013
- Falu IF, 2019-2020, 2021-2022